# ان‌جی‌سی ۶۲۸۴
ان‌جی‌سی ۶۲۸۴ (انگلیسی: NGC 6284) نام یک کهکشان است.